# Danska tronföljden
Den danska tronföljden är full kognatisk tronföljd i kung Kristian X och drottning Alexandrines efterkommande. För närvarande ser arvsföljden till den danska tronen ut såhär:
- Konung Frederik IX (1899—1972)
  -  Drottning Margrethe II (född 1940, abdikerade 2024)
    -  Konung Frederik X. (född 1968)
      - (1)  Kronprins Christian (född 2005)
      - (2)  Prinsessan Isabella (född 2007)
      - (3)  Prins Vincent (född 2011)
      - (4)  Prinsessan Josephine (född 2011)

    - (5)  Prins Joachim (född 1969)
      - (6)  Greve Nikolai (född 1999)
      - (7)  Greve Felix (född 2002)
      - (8)  Greve Henrik (född 2009)
      - (9)  Grevinnan Athena (född 2012)

  - (10)  Prinsessan Benedikte (född 1944)

Andra nu levande medlemmar av Kristian X:s ättlingar, som inte är arvingar till tronen är:
- Ingolf, greve av Rosenborg, son till arvprins Knud, gifte sig 1968 med Inge Terney och utträdde därför ur tronföljden.
- Drottning Anne-Marie av Grekland, drottning Margrethes syster, utträdde ur tronföljden vid äktenskapet med Konstantin II av Grekland.
- Prinsessan Benediktes barn (prins Gustav av Berleburg, prinsessan Alexandra av Berleburg och prinsessan Nathalie av Berleburg) förmodas vara utträdda ur tronföljden, eftersom de inte tog permanent vistelse i Danmark i förbindelse med undervisningsplikten.
  - Prinsessan Benediktes barnbarn (och deras arvingar) förmodas kunna inträda i tronföljden, om de efterlever betingelserna för det kungliga samtycket till prinsessan Benediktes äktenskap.